# Hannahannah

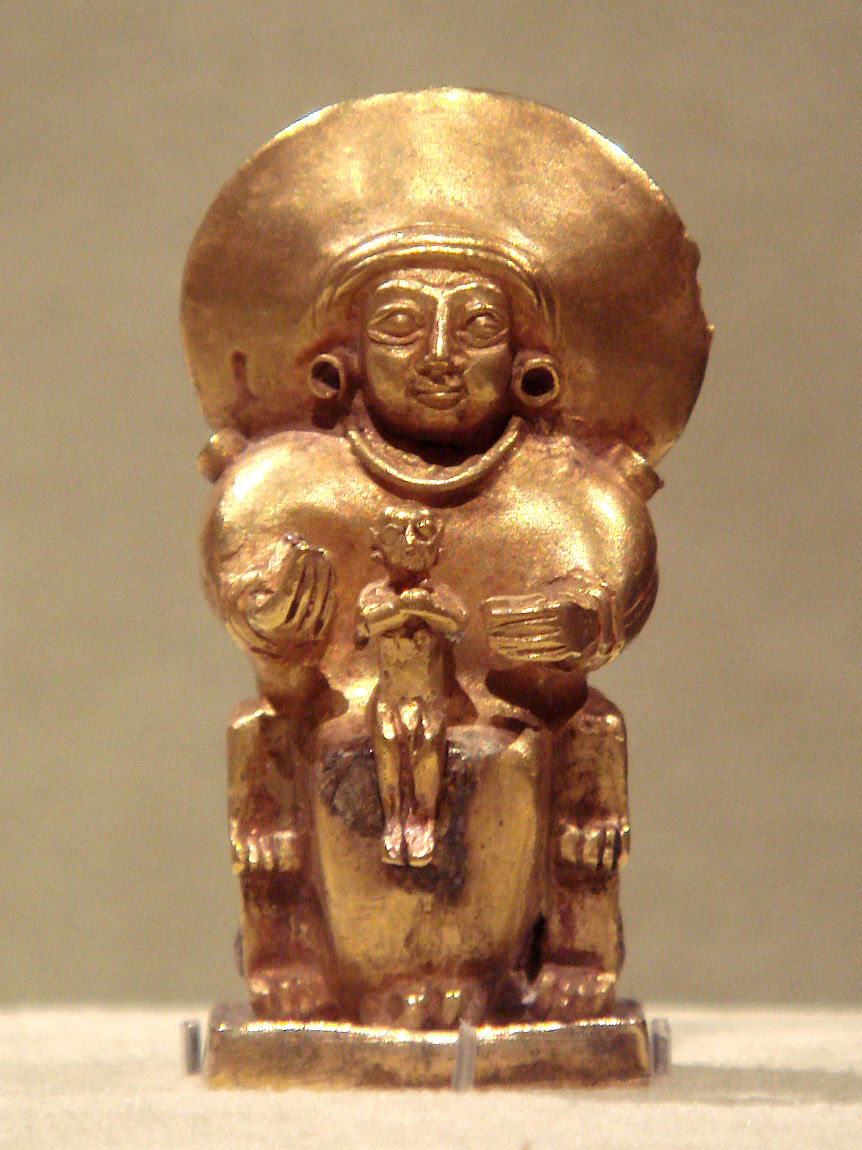
Déesse hittite

Hannahannah (du hittite hanna- « grand-mère ») est une déesse hittite. 
Hannahannah est également identifiée à la déesse hourrite Hebat.

## Rôle dans leMythe de Télipinu
Le Dieu de l'Orage vient se plaindre auprès de Hannahannah lors de la disparition de son fils Télipinu, Hannahannah lui ordonne d'aller lui-même à la recherche de son fils. Lorsqu'il abandonne les recherches, elle envoie une abeille, à la recherche de Télipinu, la chargeant de le purifier en le piquant aux mains et aux pieds et en lui enduisant les yeux et les pieds de cire.

## Hommage
Hannahannah est l'une des 1 038 femmes dont le nom figure sur le socle de l'œuvre contemporaine The Dinner Party de Judy Chicago. Elle y est associée à la déesse Ishtar, troisième convive de l'aile I de la table.

## Source
- (en) Cet article est partiellement ou en totalité issu de l’article de Wikipédia en anglais intitulé « Hannahannah » (voir la liste des auteurs).